# Faustkeilblatt
Ein Faustkeilblatt ist ein relativ flaches, beidflächig bearbeitetes Steingerät, das dem Faustkeil ähnelt, im Vergleich aber flacher ist. Sie wurden während des Micoquien vom Neandertaler hergestellt.
Die typologische Unterscheidung vom klassischen Faustkeil geht auf Pater Hugo Obermaier zurück, der diese Geräte bei Ausgrabungen im oberbayrischen Altmühltal fand. Dieser Fundort legt eine mögliche Erklärung für diese flach gestaltete Faustkeilvariante nahe. In den dortigen Kalksteinablagerungen, welche während des Jura sedimentiert wurden (z. B. der Solnhofener Plattenkalk), kommen silikatische Ausfällungshorizonte von wenigen Zentimetern Mächtigkeiten vor. Dieses Material wird Plattenhornstein genannt. Viele der gefundenen Faustkeilblätter bestehen aus diesem Plattenhornstein. Möglicherweise versuchten die Erzeuger der Faustkeilblätter Faustkeile mit dem lokalen Material herzustellen. Der Plattenhornstein war jedoch nicht mächtig genug, dass das Endprodukt unserer heutigen Definition eines Faustkeils entsprechen könnte.
Die Formen variieren zwischen großen, breiten, länglichen, sowie schmalen Faustkeilblättern. Daneben kommen noch kleine breitdreieckige Formen vor. Faustkeilblätter ähneln den Blattspitzen des Jungpaläolithikums. Im Gegensatz zu diesen ist das proximale Ende nicht zugespitzt, sondern wurde dick belassen.